# ویتاتو ژیلینسکای
ویتاتو ژیلینسکای یا ویتُتی ژیلینسکایتی تاتو ژیلینسکای (Vytautė Žilinskaitė)، نویسنده‌ی برجسته‌ی ادبیات کودک، در 13 دسامبر 1930 در کاوناس لیتوانی به دنیا آمد و در 4 اوریل 2024 از دنیا رفت. ژیلینسکای در سال 1955 از دانشگاه ویلنیوس در رشته‌ی روزنامه‌نگاری فارغ‌التحصیل شد. او در سال‌های 1955 تا 1966 در دفتر تحریریه‌ی مجله‌ی Greta فعال بود.
ویتاتو ژیلینسکای انتشار آثارش را از سال 1950 آغاز کرد. دامنه‌ی موضوعات آثار او بسیار گسترده است و مضامینی چون سیاست،‌ زیست‌بوم‌شناسی،‌ حساسیت اجتماعی‌،‌ عشق و دوستی را در بر‌ می‌گیرد.
کتاب آدم‌ آهنی و شاپرک (The Robot and the Butterfly): یکی از داستان‌های برجسته‌ی ویتاتو ژیلینسکای که به همراه سه داستان دیگر در کتاب ملخ شجاع (‎Prase neverkti) به چاپ رسید. این داستان سال‌هاست که در کتاب فارسی نظام آموزشی ایران ارائه می‌شود. متنی خواندنی که با دانش فناوری و عصر ارتباطات مرتبط است.
از آثار برجسته وی می توان به کرم کنجکاو، آدم آهنی و شاپرک، ملخ شجاع و دانه برفی که آب نشد اشاره کرد.